# 范文程
范文程（1597年—1666年），字憲斗，汉军镶黄旗人，清朝初年政治家、謀臣、軍事家、重臣、漢臣首領、儒學家。其先世于明初自江西贬往沈阳，“居抚顺所”。萬曆時中秀才，接受明朝功名。努爾哈赤攻佔撫順，范文程主動投靠。歷事滿洲四代君主，清朝開國時的規制大多出自其手，更被視為文臣之首。乾隆时编纂《贰臣传》时曾有争议，后由乾隆帝亲自裁定，凡取得明朝功名但未出仕者，不视为贰臣。

## 生平
明萬曆二十五年（1597年），范文程出生于遼東都指揮使司瀋陽中衛文官屯。據《清史稿》，范文程是北宋大臣范仲淹的次子范纯仁十七世孙，曾祖范鏓，嘉靖年間大臣，官至明朝兵部侍郎，《明史》有傳。
范文程少时喜好读書，「年十八補生員」，十九歲為瀋陽中衛學（清代改為奉天府儒學及盛京文廟）生員。萬曆四十六年（後金天命三年，1618年），努尔哈赤攻佔撫順，二十一歲的范文程與其兄文寀（生卒年不詳）主动投靠努尔哈赤。努尔哈赤曾對诸贝勒有言：「此名臣孫也，其善遇之！」 随努尔哈赤征讨明朝，攻取辽阳、西平等地。
皇太极即位，引为左右。范文程曾任大學士、議政大臣等職，《清史稿》有載：「崇德元年（1636），改文館為內三院，范為內秘書院大學士，進世職二等甲喇章京」、「進一等阿思哈尼哈番加拖沙喇哈番，賜號『巴克什』。復進二等精奇尼哈番」。康熙五年（1666年）八月范文程卒，年七十，諡號文肅，入贤良祠。 康熙五十二年（1713年），即范文程死後四十七年，康熙為他親題「元輔高風」匾額。
家族世袭镶黄旗汉军第二㕘领第五佐领（系崇徳八年（1643）编设，载《钦定八旗通志》）。

## 家族
《清史稿·范文程传》记载：范文程六子，承廕、承谟、承勋、承斌、承烈、承祚（妻鈕祜祿氏，祖父镶黄旗满洲車爾格，曾祖一等弘毅公額亦都）。
范承謨，官至福建總督；三子范承勳，號眉山，自稱九松主人，累遷廣西巡撫、雲貴總督、江南江西總督。
孫范時崇，官至左都御史、兵部尚書；孫范時繹，官至都統、戶部尚書、工部尚書；孫范時綬，官至左都御史、都統、工部尚書、刑部尚書；孫范時紀，官至副都統、侍郎。玄孙范建中，任户部尚书、正黄旗汉军都统、杭州将军。
- 曾祖范鏓，明兵部左侍郎。
- 子范承荫（又范达礼），任镶黄旗汉军第二参领第五世管佐领，都统，顺治九年授世袭三等轻车都尉（载《钦定八旗通志：镶黄旗汉军世职》）。妻石氏（又苏完瓜尔佳氏，父正白旗汉军、一等伯兵部尚书石廷柱）。孙范时望，康熙二十二年袭骑都尉。曾孙范宜淑，康熙三十九年袭骑都尉；范宜谦，雍正七年袭骑都尉。
- 子范承谟，順治九年（1652年）壬辰科进士，福建總督，三藩之亂中殉难。
- 子范承勳，康熙二十五年（1686）云贵总督，两江总督。孙范時繹，两江总督；其孙女范佳氏，果恭郡王弘曕嫡福晋。
- 子范承斌，康熙六年袭其父一等子。孫范時捷，袭一等子，官至提督、鑲白旗漢軍都統；其子范济，孫范建中，袭一等子，官至户部尚书（载《钦定八旗通志：异姓封爵》）。
- 子范承烈，兵部侍郎。
- 子范承祚。妻鈕祜祿氏（父镶黄旗满洲巴喀，祖父車爾格，曾祖一等弘毅公額亦都）。
  - 孫范時紀，佐领，仓场总督，《钦定八旗通志：大臣传五十九》卷193有传。曾孙范宜勷，佐领；妻索綽絡氏（父内务府正白旗满洲、乾隆二年（1737年）丁巳恩科进士觀保）。
  - 孙范时绩，荫生。曾孙范宜清，盛京兵部侍郎；其女范氏，嫁正白旗汉军、乾隆四十四年（1779）己亥科举人徐秉鉴，其子道光十五年（1835年）乙未科进士长喆。